# Kuniaki Haishima
 (mars 2020).
Si vous disposez d'ouvrages ou d'articles de référence ou si vous connaissez des sites web de qualité traitant du thème abordé ici, merci de compléter l'article en donnant les références utiles à sa vérifiabilité et en les liant à la section « Notes et références ».
Kuniaki Haishima (nom de famille : 蓜島, Haishima - prénom : 邦明, Kuniaki) est un compositeur japonais.

## Biographie
Il a réalisé la bande originale de plusieurs animes dont le célèbre Monster.

## Discographie (sélection)
- 1998 :
  - « Spriggan Movie OST » (Spriggan)
- 1999 :
  - « Gasaraki Original Soundtrack Denshyo Ongaku II » (Gasaraki)
  - « Blue Gender Dope Gate Original Soundtrack 1 » (Blue Gender)
- 2000 :
  - « Blue Gender Rondo Original Soundtrack 2 » (Blue Gender)
  - « Blue Gender Gate Original Soundtrack 3 » (Blue Gender)
- 2001 :
  - « Alien 9 OST : Kyuu » (Alien 9)
- 2004 :
  - « Monster Original Soundtrack » (Monster)
  - « Monster Original Soundtrack II » (Monster)

## Filmographie
- 1993 : Tokyo Babylon 1999 de Jôji Iida
- 1995 : Naito heddo de Jo Iijima
- 1998 : Gasaraki de Ryôsuke Takahashi
- 1998 : Spriggan de Hirotsugu Kawasaki
- 1998 : Noe Ranga de Jun Kamiya
- 1999 : Blue Gender
- 1999 : Saimin (Hypnosis) de Masayuki Ochiai
- 2002 : Macross Zero de Shôji Kawamori
- 2001 : Alien Nine de Jiro Fujimoto et Yasuhiro Irie
- 2004 : Monster de Masayuki Kojima
- 2004 : Kagen no tsuki de Ken Nikai manga de Ai Yazawa
- 2004 : Kansen de Masayuki Ochiai
- 2005 : Shibuya Fifteen de Nobuhiro Suzuki et Ryuta Tazaki
- 2005 : Ultraman Max (série télévisée) de Shusuke Kaneko, Takashi Miike, Hiromitsu Muraishi, Hideaki Murakami
- 2006 : Rétribution (叫, Sakebi) de Kiyoshi Kurosawa
- 2007 : Mushishi de Katsuhiro Ōtomo
- 2008 : Mai-Otome 0~S.ifr~ de Hirokazu Hisayuki
- 2016 : Kamen Rider Amazons de Hidenori Ishida

## Ludographie
- 2008 : SIREN 2 (Forbidden Siren 2) OST
- 2010 : Metroid: Other M